# Paraconiothyrium cyclothyrioides
Paraconiothyrium cyclothyrioides är en svampart som beskrevs av Verkley 2004. Paraconiothyrium cyclothyrioides ingår i släktet Paraconiothyrium och familjen Montagnulaceae.   Inga underarter finns listade i Catalogue of Life.